# Marion Wicher
Marion Wicher (* 1966 in Graz) ist eine österreichische Architektin.

## Leben
Marion Wicher studierte an der Architektur-Fakultät der Technischen Universität Graz. Sie beendete das Architekturstudium mit einer Diplomarbeit bei Günther Domenig. Darauf folgte ein Post Graduate Master-Studienlehrgang für Advanced Architectural Design an der Columbia University in New York, der 1995 abgeschlossen wurde. Nach diesen Studien arbeitete sie unter anderem für die Architekten Thom Mayne und Joost Meuwissen.
2002 eröffnete Wicher ihr eigenes Büro in Graz. 2003 erfolgte ein loser Büro-Zusammenschluss mit ihrer Kollegin Ruth Berktold. Aus dieser Zusammenarbeit entstand 2004 ein kooperatives Architekturbüro mit der Bezeichnung „yes architecture“. 2018 gründete sie „Marion Wicher Architektur, yes wicher“. Wicher war bisher nicht nur als planende Architektin mit internationaler Ausrichtung tätig, sondern auch als Raumkünstlerin und Vortragende. Seit 2019 ist sie Mitglied der Grazer Altstadtsachverständigenkommission. 
Neben zahlreichen Auszeichnungen wurden Wichers Objekte mehrfach für den Architekturpreis des Landes Steiermark und den Bauherrenpreis der Zentralvereinigung der Architekten Österreichs nominiert.

## Stil
Wichers Architekturstil wurde von ihren Lehrern beeinflusst und ist ganz allgemein der Grazer Schule zuzuordnen. Diese machte vor allem in den 90er Jahren des letzten Jahrhunderts durch besondere Innovationsfreude, Experimentiergeist und baukünstlerischen Anspruch von sich reden. Die Formensprache der Grazer Schule gilt als ausdrucksstark und visionär, skulptural, einprägsam und dynamisch. Häufig kommen schrägen Flächen und Linien zum Einsatz, die den Baukörpern eine fließende Anmutung verleihen.

## Auszeichnungen
- Josef Frank Stipendium 1998, 1. Preis (ex aequo mit einer Kollegin)[11]
- Architekturpreis Das beste Haus in der Steiermark 2005[12]
- ZT.Award 2009 in der Kategorie „Bestes städtebauliches / Raumplanungsprojekt“[13]
- Vorstellung des Haus K im Sausal in Best Architects 09 in der Kategorie Wohnungsbau[14]
- Steirischer Holzbaupreis 2011 in der Kategorie Private Bauten / Zu- und Umbauten für das Haus K im Sausal[15]
- Puerto Rico Design eXchange’ Award 2010 in der Kategorie Architektur[16]
- Modern Atlanta, Green Dwelling Award 2012[17]
- Architekturpreis „Das beste Haus“ in der Steiermark 2015 für das Haus HM[18]
- German Design Award 2018 für „Schneeweißer Schindelstein“[19]

## Projekte und Realisierungen
Wichers  Bauwerke und Projekte sind häufig nur unter der Bezeichnung „yes architecture“ und nicht unter ihrem Namen „Marion Wicher“ veröffentlicht. Mit Ausnahme des WCCB Bonn handelt es sich bei sämtlichen Bauwerken von Wicher um Einzelwerke. Viele ihrer Projekte wurden international in Ausstellungen, Büchern, Zeitschriften und Magazinen publiziert.
- Architektur-Wettbewerb World Conference Center Bonn, 2004, 1. Preis zusammen mit Ruth Berktold[20]
- WCCB Bonn, United Congress Centre, Realisierung[21]
- UNO Vienna International Centre, Eingangszentrum[22]
- Apotheke zum Heiligen Leonhard in Graz[23]
- Rotes Kreuz, Bezirksleitstelle in Leoben[24]
- Hauptplatz in Trofaiach[25]
- Raiffeisenbank in Trofaiach[26]
- Fliesencenter Leeb in Brunn am Gebirge[27]
- LKH Feldbach, Ärztelounge und Speisesaal[28]
- Einrichtungsstudio Spätauf in Graz - Möbel, Design und Handwerk[29]
- Möbelhandel Ligne Roset in Graz[30]
- Museumshof Kammern im Liesingtal[31]
- Dorfplatz in Kammern[32]
- Landesberufsschule Mureck[33]
- Verteilerzentrum für die Österreichische Post AG in Trofaiach[34]
- Ideengebung für Graz UNESCO City of Design[35]